# Boldog Konstancia halicsi hercegné
Boldog Konstancia (1237–1276) magyar királyi hercegnő, IV. Béla magyar király és Laszkarisz Mária nikaiai hercegnő hatodik gyermeke, házassága révén halicsi hercegné.

## Élete
A tatárjárás után IV. Béla házassági kapcsolatokkal is igyekezett Magyarország védelmét erősíteni. 1252-ben leányukat a Rurik-házból származó Lev Danilovicshoz, Halics hercegéhez adták feleségül. Apósa az 1230-as években a tatárok követelésére az összes megerődített helyeket leromboltatta. Férjének vad, féktelen természetétől sokat szenvedett. 1266-ban özvegyen maradván a sandrai zárdában apáca lett, itt halt meg 1276. május 8-án. 1674-ben avatták boldoggá.
Egyetlen fia, György a Rurik-ház halicsi ágában alapított egy leszármazási ágazatot, amely György lánya, Mária révén összeolvadt a Piast–ház mazóviai ágával és később a Habsburg-házban folytatódott. Mária ugyanis hozzáment I. Trojden mazóviai herceghez, az ő dédunokájuk, Mazóviai Cymburgis pedig II. Ernő osztrák herceg felesége lett.

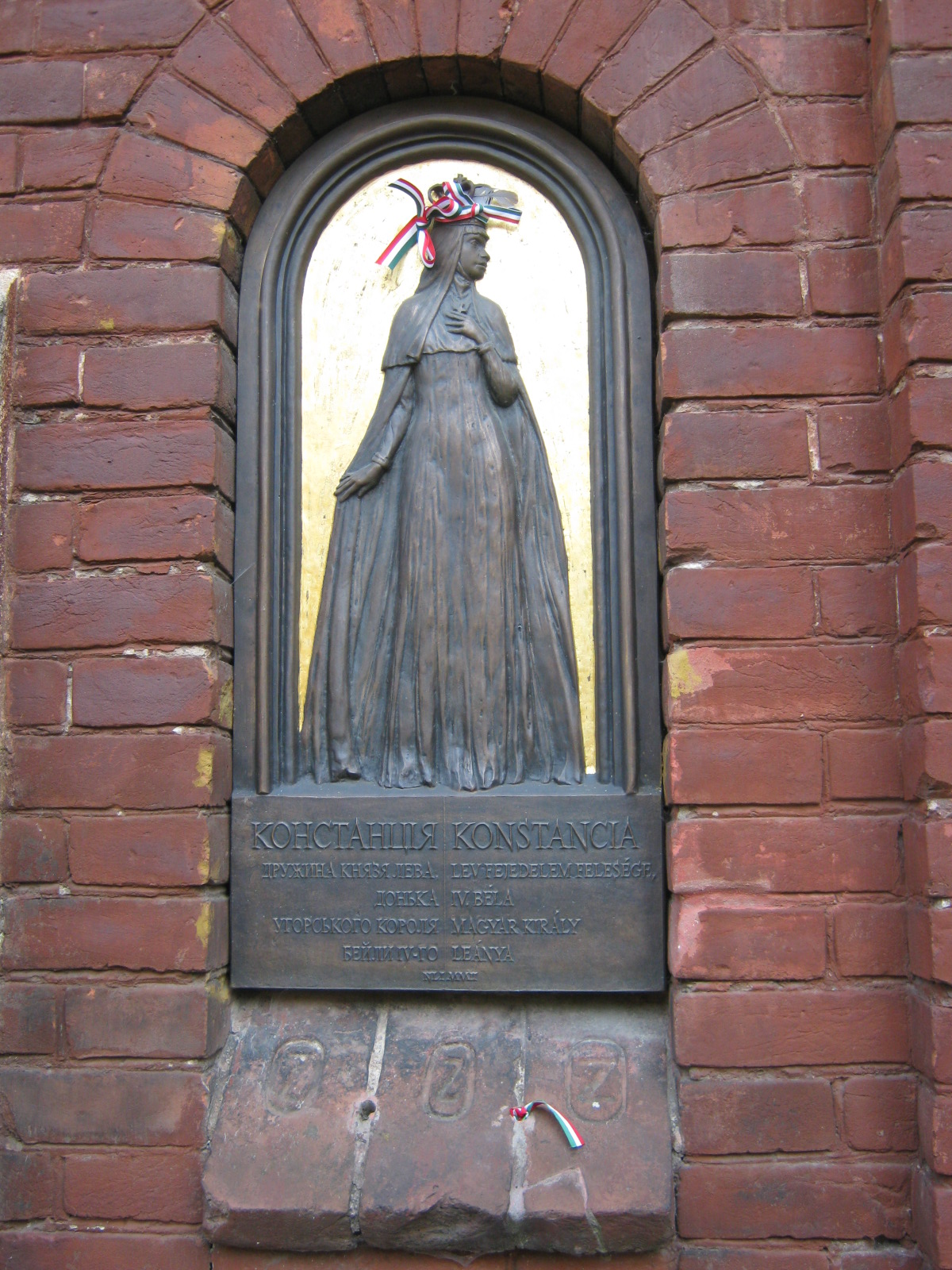
Konstancia-emléktábla Lvivben a Szent János-kápolna falán